# Veracruz
Pour les articles homonymes, voir Veracruz (homonymie).
Veracruz est une ville mexicaine, la plus grande ville de l'État de Veracruz (capitale : Xalapa, à 102 km), située sur le littoral du golfe du Mexique. Elle est également une municipalité, qui dépend de la région administrative de Sotavento, qui est une des 10 subdivisions administratives de l'État de Veracruz.
Afin de la différencier du nom courant de l'État, elle est souvent appelée Ciudad de Veracruz (« Ville de Veracruz ») ou Puerto de Veracruz (« Port de Veracruz »). C'est en effet un port important, le second du Mexique après celui de Manzanillo.
Veracruz a été fondée en 1519 sous le nom de Villa Rica de la Vera Cruz par le conquistador Hernán Cortés, au début de l'expédition dont l'issue serait la conquête de l'Empire aztèque en 1521.
Selon le recensement de 2020, la population de Veracruz était de 607 205 habitants. Elle constitue le centre de la « Zone métropolitaine de Veracruz » (Zona Metropolitana de Veracruz (es)), qui, avec les municipalités de Boca del Río, d'Alvarado, de Jamapa, de Medellín et de Manlio Fabio Altamirano, est officiellement peuplée (en 2022) d'environ 940 000 habitants.
Les habitants de Veracruz sont appelés Jarochos.

## Géographie

### Situation
Veracruz est située à environ 100 km au sud-est de Xalapa, qui se trouve à l'intérieur des terres, et 300 km au sud-est de Mexico.
Les autres villes proches, toutes deux dans l'État de Veracruz, sont Córdoba à 100 km à l'ouest et Coatzacoalcos, sur la côte à 150 km au sud-est.
La municipalité de Veracruz est limitrophe au nord de municipalité de La Antigua, à l'ouest de celles de Paso de Ovejas et de Manlio Fabio Altamirano, au sud de celle de Medellín, et à l'est de celle de Boca del Río.

## Histoire

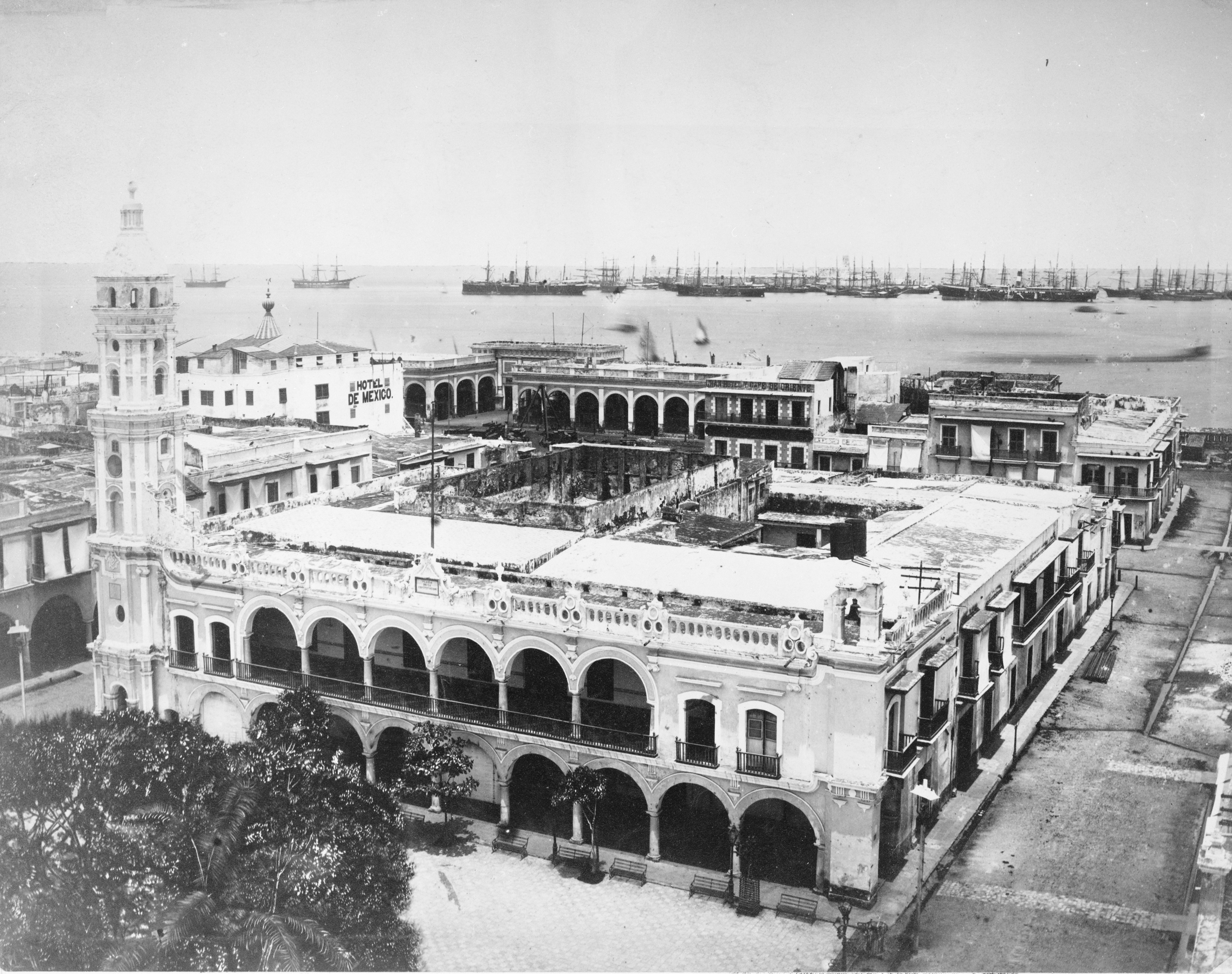
Palais municipal
Photo Abel Briquet ca 1880

### La fondation de Veracruz
Les autorités de la municipalité de Veracruz commémorent le 22 avril 1519, date du débarquement de Cortés, comme étant la date officielle de fondation de leur ville. Un mois auparavant, le 25 mars, Cortés avait fondé la Villa de Santa María de la Victoria (es) située dans l'actuel État de Tabasco, première ville espagnole sur le continent américain.
Officiellement, la ville est donc fondée le 22 avril 1519, comme l'indiquent Vicente Riva Palacio (es) et l'historien Alfredo Chavero dans leur ouvrage México a través de los siglos ainsi que les chercheurs de l'UNAM et de l'INAH,,,,, le jour même où Hernán Cortés, Alonso Hernández de Portocarrero et Francisco de Montejo et leurs hommes débarquent sur la plage de Chalchihuecan.
Cortès lui donne le nom de Villa Rica de la Vera Cruz (« Ville Riche de la Vraie Croix ») : « riche » parce que les autochtones l'accueillent en lui offrant des vivres, de l'or et des bijoux ; « Vera Cruz » parce que le jour du débarquement de Cortès sur le continent, face à l'île de San Juan (aujourd'hui dans le port de Veracruz), le 22 avril 1519 est un Vendredi saint, le jour de la crucifixion de Jésus-Christ.
Cortés écrit au roi d'Espagne, Charles Quint, en date du 10 juillet 1519 la première de ses cinq Cartas de relación (es) pour lui annoncer les circonstances de la fondation de la Villa Rica de Veracruz qui deviendra ainsi officiellement le premier ayuntamiento d'Amérique continentale fondé le 22 avril 1519
Le 4 juillet 1523 Charles Quint lui concède, par une cédule royale expédiée à Valladolid, le titre de « Ville » (Ciudad).

### La tempête de 1552 et le déplacement de la ville
En septembre 1552, une violente tempête, des pluies torrentielles et le débordement du fleuve occasionnent de graves destructions dans la ville naissante et dans les entrepôts où toutes les marchandises sont détruites. Le port de San Juan de Ulúa fut lui aussi endommagé.
Ces évènements furent rapportés à la Cour royale d'Espagne qui souhaitait trouver un emplacement plus sûr et plus facile d'accès aux convois qui allaient et venaient de Mexico : le roi Philippe II ordonna donc le transfert de la ville de Veracruz de La Antigua à la terre ferme de la Venta del Buitrón (où elle se trouve actuellement), malgré l'opposition des habitants de La Antigua.

### Attaques du port de Veracruz
Principal port de la Nouvelle-Espagne, d'où partaient des cargaisons d'argent vers l'Espagne, il était harcelé autant par les puissances étrangères que par les pirates.
En réponse à ces menaces, la forteresse San Juan de Ulúa est construite sur une île au cœur du port. Commencée en 1565, elle fut sensiblement agrandie à plusieurs reprises.
John Hawkins et sir Francis Drake parvinrent à piller la ville en 1568.
En mai 1683, les pirates Laurent de Graff et Michel de Grandmont s'en emparent.

### Veracruz dans le Mexique indépendant (depuis 1821)
La Rebelión de Veracruz (1827) (es), un conflit armé entre loges maçonniques.
La République y est proclamée par Antonio López de Santa Anna en 1823. Lors de la création de l'État de Veracruz et la promulgation de la constitution fédérale en 1824, l'occupation de l'île fortifiée de San Juan de Ulúa, faisant face à la ville de Veracruz, fit que la capitale de l'État fut établie loin des côtes, en sécurité face à une intervention militaire étrangère, à Xalapa.
La ville est par deux fois le siège du pouvoir exécutif de la fédération. Une première fois entre 1858 et 1861, dans le cadre de guerre civile de la réforme, opposant le libéral Benito Juárez, dont le gouvernement siège à Veracruz, au conservateur José Ignacio Pavón, dont le gouvernement siège à Mexico. Elle l'est une seconde fois en 1914, sous la présidence de Venustiano Carranza.
Entre la fin de l'année 1861 et le 27 juin 1867, la ville, ainsi qu'une partie du pays, sont occupés militairement par les troupes françaises dans le cadre de l'expédition du Mexique. Cette intervention militaire est originellement motivée par la décision de Benito Juárez de suspendre le remboursement de la dette mexicaine. Cette motivation est complétée ultérieurement par la volonté de fonder un empire du Mexique, dont le prince aurait été Maximilien Ier,.
Après 1870, Édouard Thiers, ancien capitaine du colonel Pierre Philippe Denfert-Rochereau lors du siège de Belfort, France (1870-1871), fut chargé de la réfection du port de la ville, devenu important pour le Mexique après la cession du Texas aux États-Unis.
Durant la Révolution mexicaine de 1910-1920, le président démissionnaire Porfirio Díaz quitte le Mexique, depuis le port de Veracruz, pour s'exiler en Europe le 25 mai 1911, à bord du navire Ypiranga. En octobre 1912, le neveu de Porfirio Díaz, Félix Díaz, parvient, après avoir soulevé un bataillon, à s'emparer durant quelques jours de Veracruz. Il sera finalement défait et emprisonné. L'année 1914 voit l'intervention des États-Unis dans le conflit mexicain, et au mois d'avril, ceux-ci positionne leur flotte près de Tampico (incident de Tampico), puis débarquent à Veracruz, en soutien à Victoriano Huerta, qui fait face aux troupes de Venustiano Carranza. Le port de Veracruz est alors occupé par des soldats nord-américains, qu'ils évacueront en novembre 1914. Venustiano Carranza y établit alors provisoirement sa capitale, alors que Mexico est désormais occupée par les troupes d'Emiliano Zapata et de Pancho Villa. Le dernier épisode trouble se produit en mai 1916, lorsque Félix Díaz effectue son retour au Mexique et à Veracruz, et y affronte un Venustiano Carranza affaibli par le discrédit. La période révolutionnaire se clôt pour l'État de Veracruz avec la promulgation de la Constitution mexicaine de 1917.
En décembre 1923, Adolfo de la Huerta et le général Guadalupe Sánchez se soulèvent à Veracruz, et les troupes de Guadalupe Sánchez entament une marche vers Mexico, pour y affronter celles d'Álvaro Obregón. Sánchez est défait en janvier 1924 à la bataille d'Esperanza, tandis que les troupes d'Obregón occupent Córdoba en février. De la Huerta quitte alors Veracruz et part en exil.
Dans le contexte troublé de querelles religieuses et de la guerre des Cristeros, Veracruz connaît deux nouveaux soulèvements armés, en 1927 sous la direction du général Arnulfo R. Gómez, et en 1929 sous celle de Jesus M. Aguirre. Ces deux soulèvements seront rapidement réduits.
En mars 2014, le Congrès mexicain décrète le 22 avril Día del Municipio (jour de la municipalité) en souvenir du jour de la fondation de Veracruz.

### «Quatre fois héroïque» (1948)
Le 16 décembre 1948, par le décret no 73, le président des États-Unis du Mexique, Miguel Alemán Valdés, octroie à la ville de Veracruz le titre de « quatre fois héroïque » pour les faits suivants : 
- Le 18 novembre 1825, c'est la reddition des dernières forces espagnoles qui tenaient la forteresse de San Juan de Ulúa, dernier bastion de l'Espagne au Mexique (Décret no 35 du 29 juillet 1826[24]).
- Le 27 novembre 1838, la ville est bombardée par une escadre française lors de la Guerre des Pâtisseries, le port est défendu par Manuel Rincón et Antonio López de Santa Anna. La forteresse de San Juan de Ulúa restera aux mains des Français jusqu'en 1843[24].
- Le 22 mars 1847, les forces des États-Unis, sous les ordres du général Winfield Scott, débarquent à Veracruz et commencent le bombardement de celle-ci le 27 mars. Après une résistance héroïque, les troupes mexicaines aux ordres du général Morales se rendent aux envahisseurs. Ceux-ci se retireront le 10 juin 1848, une fois signés les traités de paix (Décret no 41 du 27 décembre 1900[24]).
- Le 21 avril 1914, les marines américains, sous le commandement du contre-amiral Frank Friday Fletcher, débarquent dans le port (pour empêcher une livraison d'armes et de munitions dans le cadre du conflit entre les troupes constitutionnalistes de Venustiano Carranza et le gouvernement de Victoriano Huerta) et l'occupent après un bref combat qui fera entre 152 et 172 morts et entre 195 et 250 blessés du côté mexicain, et 17 morts et 61 blessés du côté américain[25]. 150 civils mexicains auraient été tués[26] (les nombreux blessés chez les civils ne seront pas comptabilisés). Le port sera occupé jusqu'au 23 novembre 1914[27].

### Quelques événements notables
C'est le matin du 29 mai 1864 que débarquent du SMS Novara à Veracruz le nouvel empereur du Mexique Maximilien de Habsbourg et sa femme l'impératrice Charlotte.
La voie ferrée reliant Veracruz à Mexico — 425 km vers l'intérieur à travers les chaînes montagneuses — est inaugurée le 1er décembre 1872 pendant la présidence de Sebastián Lerdo de Tejada.
En 1898 parait à Veracruz le premier numéro du journal El Dictamen, actuel doyen de la presse mexicaine.
Le 31 mai 1911, le président Porfirio Díaz, qui venait de démissionner après la prise de Ciudad Juárez par les troupes de Francisco Villa et de Pascual Orozco et partait pour l'exil, embarque sur le vapeur allemand Ypiranga salué par ses amis et admirateurs et par 21 coups de canons tirés depuis la forteresse de San Juan de Ulúa tandis qu'une fanfare joue l'hymne national.
En 1866, pendant le second empire mexicain, a lieu pour la première fois la Fiesta de las máscaras (« fête des masques »), ancêtre du carnaval qui eut lieu pour la première fois en 1924 et qui est le plus important du Mexique.

## Politique et administration

### Veracruz
- Liste des maires de Veracruz

### La Zone métropolitaine de Veracruz
La Zona metropolitana de Veracruz (es) est composée des municipalités de Alvarado, Boca del Río, Jamapa, Manlio F. Altamirano, Medellín et Veracruz, et regroupe une population totale de 939 046  habitants.

### Diocèse de Veracruz
- Diocèse de Veracruz

## Économie
Le port industriel et commercial de Veracruz est établi à l'arrière de l'ancienne île de San Juan de Ulúa, désormais rattachée au continent. Classé parmi les ports de grande taille, il possède un tirant d'eau maximal de 12,1 mètres permettant d'accueillir des navires d'une longueur maximale de 244 mètres, pour une capacité maximale de 74 423 tonnes. Il accueille essentiellement des vraquiers, des tankers, dans une moindre mesure des porte-conteneurs.

## Transports
Par le chemin de fer, Veracruz est desservie par le Ferrocarril Interoceánico de México (es), reliant la capitale Mexico au port de Veracruz, via Xalapa. Construite au XIXe siècle, la ligne a été gérée par la compagnie nationale Ferrocarriles Nacionales de México jusqu'à sa privatisation en 1995. Elle est depuis gérée par la compagnie Kansas City Southern de México.
Une seconde ligne permet de rallier Veracruz à Mexico, par un itinéraire plus au sud, passant par Orizaba et Córdoba. Cette ligne, la plus ancienne, est dénommée Ferrocarril México-Veracruz (es), et est contrôlée par la compagnie Ferromex. Elle est familièrement dénommée El Jarocho.
La ville est desservie par les airs par un aéroport international, situé en périphérie, au lieu-dit Las Bajadas. Portant le nom du général Heriberto Jara Corona, ancien gouverneur de Veracruz, de 1924 à 1927, il aéroport est géré par le groupe ASUR.

## Activités

### Enseignement
Veracruz est un des sites de l'université de l'État de Veracruz, aux côtés de ceux de Xalapa (site principal), Cordoba, Coatzacoalcos et Poza Rica.

### Sports
En ligue mexicaine de baseball, les Rojos del Águila de Veracruz sont basés à Veracruz où se trouve leur stade, le Estadio Universitario Beto Ávila (en), enceinte de 7 822 places.
L'équipe de football de la ville s'appelle Club Deportivo Tiburones Rojos de Veracruz.

### Jumelages
- Oviedo (Espagne), dans les Asturies[37].
- Séville (Espagne), en Andalousie.

## Culture et patrimoine

### Bâtiments remarquables
- Cathédrale de Veracruz

## Personnalités

### Nées à Veracruz
- Adolfo Ruiz Cortines, ancien président du Mexique
- Manuel Eduardo de Gorostiza, homme politique, écrivain
- Toña la Negra (es) (María Antonieta del Carmen Peregrino Alvarez)
- Luis de la Fuente y Hoyos (es)
- Manuel Gutiérrez Zamora (es)
- Miguel Lerdo de Tejada (es)
- Francisco Javier Clavijero (cité en bibliographie dans cet article)
- Ciriaco Vázquez (es)
- Francisco del Paso y Troncoso

### Autres
- Raphaël Guízar Valencia (1878-1938), saint catholique, évêque de Veracruz-Xalapa de 1919 à 1938[38]

## Divers
Une monnaie commémorative dodécagonale de 20 pesos de circulation courante portant les dates 1519 - 2019 a été émise le 22 avril 2020 pour le 500e anniversaire de la fondation de la ville.
La ville est connue pour ses riches traditions musicales : groupes de marimba. La Bamba est l'exemple le plus connu à l'étranger de son folklore et en 2007, le maire de Veracruz a souhaité faire du 17 août la journée internationale de La Bamba.
La ville possède également plusieurs plages dont les plus connues sont Villa del Mar et Playa Norte. La plage très connue de Mocambo n'appartient pas à la municipalité de Veracruz, elle est située dans la municipalité de Boca del Rio. Ces plages sont très sales et l'eau y est extrêmement polluée dépassant de 2 400 % selon des études récentes les normes établies par l'OMS pour la pollution d'origine fécale, la principale source de contamination étant le déversement des eaux usées d'origine industrielles non traitées ou traitées de manière inadéquate dans la mer.
Dans le film La Cité de la peur des Nuls, un moment du film se déroule à Vera Cruz, sans aucun lien avec l'intrigue principale.